# Сім'я Ульянових
«Сім'я Ульянових» — радянський чорно-білий біографічний художній фільм 1957 року, знятий на кіностудії «Мосфільм».

## Сюжет
За п'єсою Івана Попова «Сім'я». Про юнацькі роки В. І. Ульянова (Леніна), прожитих в Симбірську до від'їзду в Казань.

## У ролях
- Софія Гіацинтова — Марія Олександрівна Ульянова
- Володимир Коровін — Володя Ульянов
- Фелікс Яворський — Олександр Ульянов
- Любов Соколова — Анна Ульянова
- Ніна Крачковська — Оля Ульянова
- Борис Бурляєв — Митя Ульянов
- Ірина Калягіна — Маняша Ульянова
- Афанасій Кочетков — Афанасій Огородников
- Олена Кузьміна — Віра Василівна Кашкадамова
- Володимир Гуляєв — Нікітіч
- Іван Кузнецов — Єгор Васильович
- Микола Прокопович — Єрмаков
- Микола Свободін — Микола Миколайович Горський
- Володимир Муравйов — Іван Семенович Черненко
- Олександр Шатов — Петро Миколайович Дурново
- Володимир Марута — прокурор
- Олександр Пелевін — Андрій Оскарович, полковник
- Павло Тарасов — начальник в'язниці
- Юрій Кротенко — Кузнецов
- П. Головін — епізод
- Тамара Євгеньєва-Іванова — квартирна хазяйка, німкеня
- Валентина Журавська — няня
- М. Молчанов — епізод
- Олександр Тимонтаєв — епізод

## Знімальна група
- Режисер — Валентин Невзоров
- Сценарист — Іван Попов
- Оператор — Ера Савельєва
- Композитор — Олександра Пахмутова
- Художник — Семен Ушаков